# 臼杵芳樹
臼杵芳樹（うすき よしき、1963年10月13日 - ）は、日本の財務官僚。東京税関長。名古屋国税局長などを歴任。

## 来歴
兵庫県伊丹市出身。東京大学経済学部卒業。1987年4月 大蔵省入省（国際金融局調査課）。東大経済学部在学中に国全体に関わるような仕事がしたいと思い始めた。特に経済政策に関わる官庁に関心があり、その中でも大蔵省は、財政、税制、金融等、国の経済活動の基盤に関わる業務を幅広く所管していて、政策を国民全体の視点で考えられると考え、大蔵省を選択したという。1992年6月コロンビア大学へ留学。1993年7月 龍野税務署長。2018年7月 預金保険機構検査部長。2019年7月 預金保険機構総務部長。2021年7月8日 名古屋国税局長。2022年6月28日 東京税関長。* 2023年11月1日 三井住友信託銀行顧問。

## 略歴
- 1987年4月：大蔵省入省（国際金融局調査課）[1]。
- 1990年7月：主税局総務課調査主任[3]。
- 1992年6月：留学（コロンビア大学）。
- 1993年7月：龍野税務署長。
- 1996年7月：主計局主計企画官（財政計画第一、二係主査）。
- 1999年7月：理財局地方資金課長補佐。
- 2002年7月：財務省大臣官房秘書課長補佐（副大臣秘書官）。
- 2005年7月：英国王立国際問題研究所。
- 2007年7月：大臣官房付 兼 内閣官房内閣参事官（内閣官房副長官補付）。
- 2009年4月27日：株式会社日本政策金融公庫国民生活事業本部事業運営部総務審議役。
- 2009年8月：理財局国有財産調整課長。
- 2010年7月9日：理財局計画官（内閣・財務、農林水産・環境、経済産業、国土交通担当）。
- 2011年4月15日：関税局業務課長。
- 2012年7月：会計検査院第三局国土交通検査第四課長。
- 2012年11月26日：会計検査院第二局厚生労働検査第四課長。
- 2013年11月22日：会計検査院第二局防衛検査第一課長。
- 2017年4月1日：会計検査院事務総長官房審議官（第四局担当）。
- 2018年4月1日：会計検査院事務総長官房審議官（第五局担当）。
- 2018年7月：預金保険機構検査部長。
- 2019年7月：預金保険機構総務部長。
- 2021年7月8日：名古屋国税局長。
- 2022年6月28日：東京税関長。
- 2023年11月1日：三井住友信託銀行顧問[4]。